# Tanjung Karang (Karang Baru)
Tanjung Karang is een bestuurslaag in het regentschap Aceh Tamiang van de provincie Atjeh, Indonesië. Tanjung Karang telt 1469 inwoners (volkstelling 2010).